# Queen Naija

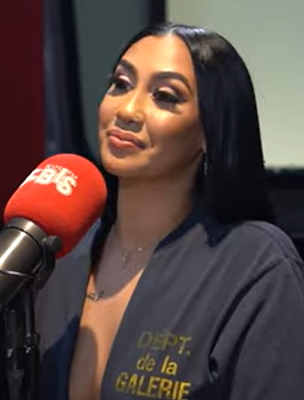
Queen Naija (2022)

Queen Naija (* 17. Oktober 1995 in Ypsilanti, Michigan als Queen Naija Bulls) ist eine US-amerikanische R&B-Sängerin.

## Leben
Queen Naija wurde am 17. Oktober 1995 in Ypsilanti, Michigan, geboren. Ihr Vater ist ein im Jemen geborener Araber und ihre Mutter ist Riva Bulls. Sie hat zwei Geschwister.
Sie begann ihre Karriere als YouTube-Vloggerin und trat in der dreizehnten Staffel von American Idol auf. Sie hatte zwei Jahre zuvor vorgesprochen, es aber nicht in die nächste Runde geschafft. Ihre Single „Medicine“ aus dem Jahr 2017 erreichte die Top 50 der Billboard Hot 100; im folgenden Jahr unterschrieb sie bei Capitol Records.

## Diskografie

### Studioalben
- 2020: Missunderstood (US: Gold)

### Remixalben
- 2023: After the Butterflies

### EPs
- 2018: Queen Naija EP (US: Gold)

### Singles
- 2017: Medicine (US: ×2Doppelplatin )
- 2018: Karma (US: ×2Doppelplatin )
- 2018: Butterflies (US: ×2Doppelplatin )
- 2018: War Cry
- 2019: Away from You
- 2019: Good Morning Text
- 2020: Butterflies Pt.2 (US: Gold)
- 2020: Pack Lite (US: Platin)
- 2020: Lie to Me (feat. Lil Durk, US: Platin)
- 2020: Love Language
- 2020: Bitter (feat. Latto)
- 2021: Set Him Up (feat. Ari Lennox)
- 2022: Hate Our Love (mit Big Sean, US: Gold)
- 2023: No Fake Love (feat. YoungBoy Never Broke Again)

### Gastbeiträge
- 2021: Pieces (YNW Melly feat. Queen Naija)
- 2021: Bed Friend (Jacquees feat. Queen Naija)

## Auszeichnungen für Musikverkäufe
| Goldene Schallplatte - Neuseeland - 2024: für das Album Queen Naija EP - Vereinigte Staaten - 2021: für das Lied Mama’s Hand - 2023: für das Lied What’s My Name |

Anmerkung: Auszeichnungen in Ländern aus den Charttabellen bzw. Chartboxen sind in ebendiesen zu finden.
| Land/RegionAuszeichnungen für Musikverkäufe (Land/Region, Auszeichnungen, Verkäufe, Quellen) | Gold     | Platin     | Verkäufe   | Quellen          |
| -------------------------------------------------------------------------------------------- | -------- | ---------- | ---------- | ---------------- |
| Neuseeland (RMNZ)                                                                            | Gold1    | —          | 7.500      | radioscope.co.nz |
| Vereinigte Staaten (RIAA)                                                                    | 6× Gold6 | 8× Platin8 | 11.000.000 | riaa.com         |
| Insgesamt                                                                                    | 7× Gold7 | 8× Platin8 |            |                  |